# Planinska zelenka
Planinska zelenka (lat. Oreopteris), rod papratnjača iz porodice Thelypteridaceae, dio reda osladolike. Na popisu je 3 vrste iz Europe i Azije.
U Hrvatskoj je jedini predstavnik brdska zelenka, Oreopteris limbosperma.

## Vrste
1. Oreopteris elwesii (Baker ex Hook. & Baker) Holttum
2. Oreopteris limbosperma (All.) Holub
3. Oreopteris quelpartensis (Christ) Holub

## Sinonimi
- Lastrea Bory
- Thelypteris subgen.Lastrea (Hook.) Alston
- Nephrodium subgen.Lastrea Hook.